# 不活性電子対効果
不活性電子対効果(ふかっせいでんしついこうか、inert-pair effect)とは、広義には第四周期以降の、狭義には第六周期の第13族元素～第17族元素において原子価殻のs軌道にある電子が化学的に不活性に見える現象を指す。
この言葉は1927年にネヴィル・ヴィンセント・シドウィックによってはじめて用いられた。

## 概要
第四周期以降の第13族元素～第17族元素では族によって決まる最高酸化数よりも2少ない酸化数の化合物が安定になる傾向がしばしば見られる。
例えば第四周期においては、ヒ素のハロゲン化物は5価よりも3価をとる傾向があり、セレンの酸化物や酸素酸は6価よりも4価の方が安定であり、臭素では臭素酸から過臭素酸への酸化が非常に困難である、といった現象が知られている。
第五周期では、インジウム、スズ、アンチモンの塩化物はそれぞれ最高酸化数とそれよりも2少ない酸化数の化合物が両方とも知られている。
第六周期になると、タリウム、鉛、ビスマスにおいては、むしろ最高酸化数の化学種の方が不安定であり、それよりも2つ小さい酸化数が安定であることが知られている。
この原因として原子価殻のs軌道への核電荷の遮蔽が弱いため、電子雲が原子核近傍に引き寄せられエネルギー的に安定となり価電子としてふるまわないという仮説が唱えられた。
そのため、この現象を不活性電子対効果という。
不活性電子対効果が生じる原因については様々な混乱した説明がなされてきたが、以下に示すように（ｉ）内殻のｄ・ｆ軌道による不十分な遮蔽による有効核電荷の増大、（ｉｉ）相対論効果による6ｓ軌道の収縮と有効核電荷の増大、（ｉｉｉ）周期表の下に行くほどイオン結合・共有結合エンタルピーが小さくなるために高酸化数になる利得が小さいため、の3つの要因があることが知られている。

## 不活性電子対効果の例
13族のタリウム(Tl)を考える。Tlは+1価が最も安定であり、+3を取ることはほとんど無い。
13族の+1価の安定性は以下の順序である。
Al+ < Ga+ < In+ < Tl+.
14族～16族でも安定性の傾向は同じで、最も重い第6周期にある鉛、ビスマス、ポロニウムは、それぞれ+2、+3、+4の酸化状態で比較的安定である。
それぞれの元素の低い酸化状態では、s軌道に2個の価電子がある。s軌道の価電子はp軌道の電子に比べて結合力が強く、エネルギーが低いため、結合に関与しにくいという説明もある[3]。そのため不活性電子対効果と呼ばれた。

## 不活性電子対効果の原因
下に13族元素のイオン化エネルギーを示す。一般にイオン化エネルギー（ＩＥ）は原子半径が大きくなるほど小さくなるため、高周期ほど小さい。s軌道の2つの電子（第2＋第3イオン化エネルギー）のイオン化エネルギー（IE）の和を調べると、BからAlへは原子サイズの増加に伴って減少する。しかし、Ga、In、Tlは予想以上に高い値を示す。
| IE          | ホウ素 | アルミニウム | ガリウム | インジウム | タリウム |
| ----------- | ------ | ------------ | -------- | ---------- | -------- |
| 第一        | 800    | 577          | 578      | 558        | 589      |
| 第二        | 2427   | 1816         | 1979     | 1820       | 1971     |
| 第三        | 3659   | 2744         | 2963     | 2704       | 2878     |
| 第二 + 第三 | 6086   | 4560         | 4942     | 4524       | 4849     |

ガリウムの高いイオン化エネルギー（第2＋第3）はdブロック電子による遮蔽が不十分であるために最外殻のｓ・ｐ電子が原子核に引き寄せられ、収縮するためと説明される。インジウムと比較してタリウムの値が高いのは、充填された4dおよび5f軌道電子による核電荷の遮蔽が不十分であることが一因である（5f軌道に関するものはランタノイド収縮と等価である）。さらにタリウムの6s電子は光速に近い速度で運動しているため、軌道の収縮が生じ、それによる貫入効果の増大と軌道の安定化が生じる（相対論的効果）[4]。
また注意すべき点として、低酸化状態の化合物はイオン性であるのに対し、高酸化状態の化合物は共有結合性が強くなるため、共有結合性の効果を考慮しなければならない。1958年にDragoは、不活性対効果の原因として、重いpブロック元素のM-X結合が弱いため、元素を低酸化状態に酸化するのに必要なエネルギーが高酸化状態に酸化するよりも少ないことが原因と発表した[6]。つまり、イオン結合・共有結合による利得は高酸化数ほど大きいが、高周期の大きな元素ではイオン結合が弱くなり、また軌道の重なりも小さくなるので共有結合による安定化効果も小さくなる。よって、特定の元素の結合が弱いと高酸化状態になりにくい。相対論的効果を用いたさらに詳しい研究では、このことが確認されている[7]。
13族から15族の場合、不活性対効果はさらに「AlからTlへとサイズが大きくなるにつれて結合エネルギーが減少するため、s電子を結合に関与させるのに必要なエネルギーが、2つの追加の結合を形成する際に放出されるエネルギーでは補えない」ことに起因するとされている[2]。 とはいえ、著者らは、金の場合の相対論的効果を含むいくつかの要因が作用しており、「すべてのデータの定量的な合理化は達成されていない」と述べている[2]。
結合エネルギーが小さくなる原因については議論があるが、一例として第四周期と第六周期の元素では電気陰性度が大きいため(これも核電荷の遮蔽が弱いことに起因する)、陰性原子との結合が弱まることが原因として挙げられている。

## 非共有電子対の立体化学的不活性と不活性電子対効果の不一致
立体化学的不活性 (Stereochemically inactive lone pair) とは、例えばs電子に由来する非共有電子対がVSEPR則に寄与しない状態を指す。VSEPR則では、非共有電子対を含めた電子対が互いに反発することで、化合物の立体構造が形成されると考える。しかし、例えばBiI3ではs軌道の非共有電子対との反発が無視された立体構造を取る。このように、立体構造の決定に寄与しない非共有電子対を、立体化学的に不活性である、と呼ぶ。
一方、不活性電子対効果と、立体化学的に不活性な電子対とは必ずしも対応しない。例えば不活性電子対を持つ塩化スズ(II)において、s軌道が立体化学的に不活性であれば分子は直線形(結合角180度)になるはずである。しかし、実際の塩化スズ(II)の気体の分子構造は折れ曲がった構造(結合角95度)をとり、s電子が結合に関与していることを示唆している。すなわりs電子対が立体化学的に活性である。よって実際のところは不活性電子対効果の名に反して、s電子が化学的に不活性になっているわけではないと考えられる。このような非結合性であるが立体構造に影響を与える電子対をStereochemically active lone pair, SCALPと呼ぶ。